# Хадријанов зид
Хадријанов зид је назив за 117 km дуг зид који су Римљани подигли почетком 2. века наше ере и који се простире правцем исток—запад и дели британско острво на два дела. Штитио је римску Британију тј данашњу Енглеску од напада варвара са севера из Албе (старо галско име за Шкотску). Грађен је десет година за владавине цара Хадријана (117—138). Обновио га је цар Септимије Север (193—211), а Римљани су га напустили почетком 5. века (око 410) када су евакуисали читаву провинцију Британију.
Остаци Хадријановог зида, који је 1987. увршћен на УНЕСКО листу светске баштине, увек постоји и поред њега се налази тзв. Хадријанов пут који служи посетиоцима за обилазак зидина.

## Галерија
- Хадријанов зид једну миљу западно од утврђења код Хоусестеадса.
- Хадријанов зид